# WWE Originals
WWE Originals es un álbum recopilatorio producido por la World Wrestling Entertainment y Jim Johnston lanzado el 13 de enero de 2004.

## Lista de canciones
1. Stone Cold Steve Austin - "Where's The Beer?"
2. Dudley Boyz - "We've Had Enough"
3. Trish Stratus - "I Just Want You"
4. Rey Mysterio - "Crossing Borders"
5. Stone Cold Steve Austin - "Did You Feel It?"
6. Booker T - "Can You Dig It?"
7. Kurt Angle - "I Don't Suck (Really)"
8. Lita - "When I Get You Alone"
9. Stone Cold Steve Austin - "You Changed The Lyrics"
10. Lilian García - "You Just Don't Know Me At All"
11. Eddie & Chavo Guerrero - "We Lie, We Cheat, We Steal"
12. Chris Jericho - "Don't You Wish You Were Me?"
13. Stone Cold Steve Austin - "Drink Your Beer"
14. Rikishi - "Put A Little Ass on It"
15. Stacy Keibler - "Why Can't We Just Dance?"
16. John Cena - "Basic Thugonomics"
17. Stone Cold Steve Austin - "Don't That Taste Good?"